# Tarachodes ugandensis
Tarachodes ugandensis är en bönsyrseart som beskrevs av Werner 1912. Tarachodes ugandensis ingår i släktet Tarachodes och familjen Tarachodidae. Inga underarter finns listade i Catalogue of Life.